# Bosc de Sant Miquel (Baix Pallars)
El Bosc de Sant Miquel és un indret del municipi del Baix Pallars, al Pallars Sobirà. Està situat al sud-est de la població de Montcortès.